# リバーエンド・カフェ
『リバーエンド・カフェ』は、たなか亜希夫による日本の漫画作品。『漫画アクション』（双葉社）にて、2017年15号（同年7月18日発売）から2021年21号（同年10月19日発売）まで連載。作者のたなか亜希夫の故郷・石巻を舞台としている。
2018年9月28日より双葉社から書籍化されている。
作品中では、日和山から眺めた中瀬周辺の景色や、彫刻家の高橋英吉などの石巻固有の文化を紹介されている。

## あらすじ
舞台は東日本大震災から数年が経過した宮城県の石巻市。石巻川開き祭りが開催された日の夜に、高校生2年生の入江サキは不届きものに絡まれていたところを男に助けられる。そして、少女は人生の中での楽しさや悲哀などが入り混じったコーヒーが提供される、強面のオーナーが経営している北上川中瀬に一軒だけ立つ不思議なカフェへとたどり着く。そこは少し胡散臭い占い師や地方巡業を行う演歌歌手などの個性的なメンツが集まる場所で心温まる場所ではあったが、サキ自身は震災で両親を失い、その後出来た保護者は蒸発した状態で、さらに「絆」という文字を見た際に、「絆という文字をみると心も体も竦んでしまう」という旨の発言をしてしまったことから、過酷ないじめに遭ってしまう。また、震災時のサイレンを聞くたびに悲鳴を上げて倒れてしまうレベルでの心の傷を負っていた。そして、「卒業まであと1年半」だと自分に言い聞かせて我慢する日々を送っていた。その彼女の運命はマスターのLPレコードを聞き、ご当地の演歌歌手に背を押され、マスターのギター伴奏に合わせて『セントルイス・ブルース』を歌った時から変わり始める。店の手伝いなどをするうちに少しずつ変わっていくサキと心温まるカフェの面子達、そして相変わらずいじめを続けているその周辺をシニカルに描いた。

## 書誌情報
- たなか亜希夫『リバーエンド・カフェ』双葉社〈アクションコミックス〉、全9巻
  1. 2018年9月28日発売[11][12]、ISBN 978-4-575-85211-0
  2. 2018年9月28日発売[13][14]、ISBN 978-4-575-85212-7
  3. 2019年3月9日発売[15][16]、ISBN 978-4-575-85291-2
  4. 2019年11月28日発売[17][18]、ISBN 978-4-575-85382-7
  5. 2020年3月9日発売[19][20]、ISBN 978-4-575-85420-6
  6. 2020年8月27日発売[21][22]、ISBN 978-4-575-85487-9
  7. 2021年1月28日発売[23][24]、ISBN 978-4-575-85545-6
  8. 2021年4月27日発売[25][26]、ISBN 978-4-575-85574-6
  9. 2021年12月27日発売[27]、ISBN 978-4-575-85674-3